# Claude de Longvy de Givry
Claude de Longvy de Givry (Franco Condado, 1481 - Mussy-sur-Seine, 9 de agosto de 1561) fue un prelado francés. 

## Vida
Hijo de Philippe de Longvy, señor de Pagny, Givry y Longepierre, y de Jeanne de Bauffremont, fue obispo de Mâcon desde 1510 por renuncia en su favor de su tío Étienne, obispo de la diócesis; en 1528 fue transferido a la de Langres.  
Clemente VII le creó cardenal de Santa Inés en Agonía en el consistorio de noviembre de 1533. 
En distintos periodos de su vida fue administrador apostólico de las diócesis de Mâcon, Poitiers, Périgueux y Amiens, y abad in commendam de varios monasterios en Francia.
Fallecido con 80 años, está enterrado en la Catedral de San Mamés (Langres).